# Liste der Kellergassen in Leitzersdorf
Die Liste der Kellergassen in Leitzersdorf führt die Kellergassen in der niederösterreichischen Gemeinde Leitzersdorf an.
| Foto |                 | Kellergasse  | Standort                   | Beschreibung |
| ---- | --------------- | ------------ | -------------------------- | --- |
| BW   | Datei hochladen |              | KG: Hatzenbach Standort    | Die einseitige Einzelkellergasse befindet sich im südwestlichen Hintaus und am Ortsrand in Hanglage. Schmidbaur fand hier auf 200 Metern Länge 15 Gebäude in unterschiedlicher Bauweise (Schildmauerform, giebelständig, traufständig) vor, die Mehrheit der Keller war erneuerungsbedürftig oder desolat. Die älteste Datierung ist von 1936. Mittlerweile sind in diesem Bereich auch einige neue Einfamilienhäuser errichtet worden. |
| BW   | Datei hochladen | Kellergrund  | KG: Leitzersdorf Standort  | Die Einzelkellergasse befindet sich im östlichen Hintaus in Dreiecksform in einer Mulde. Auf einer Gesamtlänge von 300 Metern befinden sich 28 Gebäude, mehrheitlich in Schildmauerform, einige Keller sind giebelständig. Die älteste Datierung ist von 1834. |
| BW   | Datei hochladen | Hanftal      | KG: Leitzersdorf Standort  | Östlich außerhalb der Ortschaft befinden sich zwei Kellerzeilen. |
| BW   | Datei hochladen |              | KG: Wollmannsberg Standort | Die Einzelkellergasse liegt in einer Mulde am nordöstlichen Ortsrand. Sie besteht aus 15 Gebäuden, davon acht Keller in Schildmauerform, drei giebelständige und zwei traufständige Keller. Die Mehrheit der Keller ist erneuerungsbedürftig oder desolat. |
| BW   | Datei hochladen | Untern Weyer | KG: Wollmannsberg Standort | Die kurze einseitige Einzelkellergasse liegt südlich außerhalb der Ortschaft. |

| Foto:                    | Fotografie der Kellergasse (Gesamtheit). Klicken des Fotos erzeugt eine vergrößerte Ansicht. Daneben finden sich zwei Symbole: \| Weitere Bilder vorhanden \| Das Symbol bedeutet, dass weitere Fotos des Objekts verfügbar sind. Durch Klicken des Symbols werden sie angezeigt. \| \| Eigenes Foto hochladen \| Durch Klicken des Symbols können weitere Fotos des Objekts in das Medienarchiv Wikimedia Commons hochgeladen werden. \| |
| Name:                    | Bezeichnung der Kellergasse |
| Standort:                | Es ist die Katastralgemeinde (KG) angegeben. Durch Aufruf des Links Standort wird die Lage der Kellergasse in verschiedenen Kartenprojekten angezeigt. |
| Beschreibung             | Kurze Beschreibung der Kellergasse |
| Weitere Bilder vorhanden | Das Symbol bedeutet, dass weitere Fotos des Objekts verfügbar sind. Durch Klicken des Symbols werden sie angezeigt. |
| Eigenes Foto hochladen   | Durch Klicken des Symbols können weitere Fotos des Objekts in das Medienarchiv Wikimedia Commons hochgeladen werden. |